# Габріеле Гатті
Габріеле Гатті (італ. Gabriele Gatti; нар. 27 березня 1953 у Сан-Марино) — капітан-регент Сан-Марино на період з 1 жовтня 2011 року по 1 квітня 2012 року.
Член Християнсько-демократичної партії з 1974 року, він обіймав посади заступника секретаря партії з 1979 по 1985 рік, потім Генерального секретаря до 1987 року і голови Центральної ради партії в 2002 році.
З 1978 по 2008 рік обирався членом Великої генеральної ради (парламенту Сан-Марино).
З 26 липня 1986 року по 20 травня 2002 року обіймав посаду державного секретаря (міністра) закордонних і політичних справ Сан-Марино. З 10 травня по 6 листопада 1990 року він був головою Комітету міністрів Ради Європи.
3 грудня 2008 року Гатті був призначений державним секретарем з питань фінансів і бюджету.

## Нагороди
- Кавалер Великого хреста ордена «За заслуги перед Італійською Республікою» (11 липня 1990 року)[2].